# Pinchito

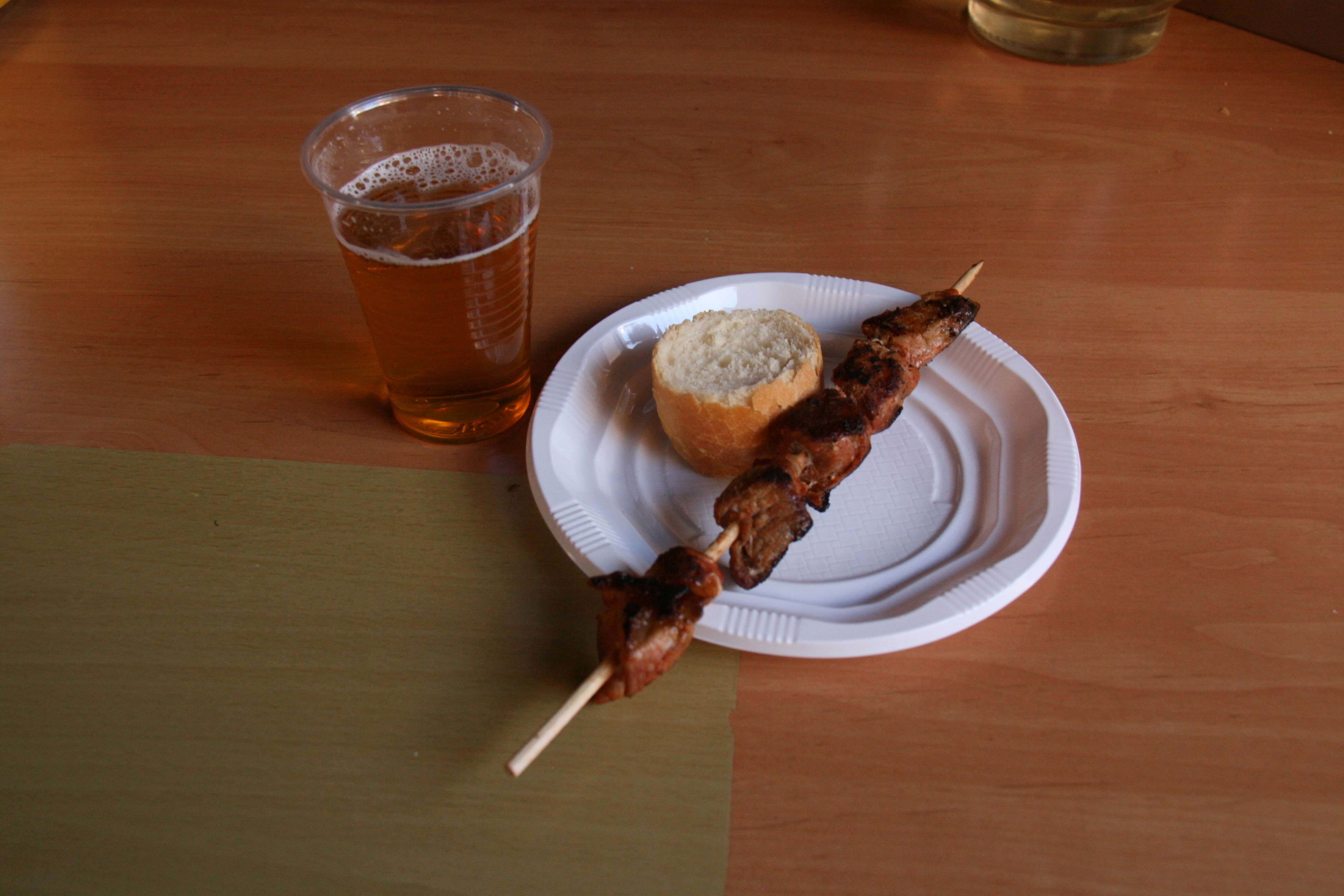
Pincho moruno en las Fiestas de San Lorenzo, Valladolid.

El pincho de carne adobada, pincho moruno o pinchito es, en buena parte de España, una brocheta elaborada con dados de carne, normalmente de pollo o de carne de cerdo adobado en pimentón y ajo, generalmente picante según el tipo de pimentón empleado en el adobo. Es la variante española del kebab, originario del Oriente Medio, en donde predomina la carne de cordero para esta receta.

## Características
Los pinchos morunos normalmente están elaborados con un pincho de metal (en este caso suele tener una argolla al final) de unos 20 a 25 cm de largo, en el cual se clava una sucesión determinada de pedazos de carne que se deben poner en la parrilla, a la plancha o en un anafe. Este producto es fácil de adquirir en los supermercados y carnicerías de España. Suele venderse el conjunto completo (pincho y carne ensartada) o solo la carne especiada y en pedazos. 
El adjetivo moruno de este pincho hace referencia a su origen en la tradición culinaria de los países árabes.

## Servicio y costumbres
Es habitual ver los pinchos morunos de carne adobada con pimentón en los bares de España y también en barbacoas caseras. Normalmente se hacen a la plancha o a la parrilla, y con frecuencia son consumidos como tapa junto con un vino o incluso una cerveza. Suele ser un acompañamiento ideal de los pimientos de Padrón a la parrilla.
El kebab original se debe hacer al calor de las brasas en un anafe o una parrilla, y se sirve tradicionalmente acompañado con Té con hierbabuena. El kebab es uno de los platos más típicos de Ceuta y Melilla, siendo el más común el de ternera, siendo servido tanto en chiringuitos (establecimientos callejeros y provisionales) como en bares. [cita requerida]
Es uno de los platos típicos de las ferias andaluzas, servido tanto en Chiringuitos (establecimientos callejeros y provisionales) como en la casetas. En Sevilla es una de las opciones más demandadas.
En Zamora el camarero pregunta: "¿Que sí o que no?" en relación con picante y no picante para, a continuación, cantar a cocina: "Uno que sí y uno que no".

## Variedades

### España
Plato típico de España, se cree que tiene influencia del norte de África, de ahí que también sean conocidos como pinchitos morunos.
Se prepara con carne de cerdo, pollo, o pavo con poca grasa, que se corta en cuadrados, luego se les echa un poco de aceite (para evitar que luego se peguen). Luego se introducen en una fuente y se añaden un adobo de Pimentón dulce o picante, cúrcuma, comino, orégano, tomillo, ajos picados, sal y pimienta. Se deja la noche anterior o 24h para macerar y que coja el sabor de las especias, luego se atraviesan la carne con los pinchos (de madera o metal), pueden ser de carne sola o con pimientos y cebolla, y se cocina a la barbacoa al carbón o a la leña, aunque también puede ser a la plancha como lo hacen en muchos bares.
Otra modalidad son los pinchitos de gambas, en los que se utilizan gambas (o langostinos) pelados en lugar de trozos de carne.

### Venezuela
Los pinchitos también son populares en Venezuela debido a la gran influencia de España en la cocina venezolana. Los pinchitos son uno de los platos principales de las parrilladas venezolanas y se comen casi durante todo el año. Además de cerveza , se suelen acompañar con yuca hervida o, bollitos de masa de harina de maíz. Los pinchitos se suelen vender en carritos de comida callejera en todo el país, especialmente durante los fines de semana y ferias.